# Nilton César
Nilton César (Ituiutaba, 27 de junho de 1939) é um cantor brasileiro.
Foi sucesso na década de 1970 com a música Férias na Índia, gravada em 1969, e que vendeu mais de 500 mil cópias e ganhou inúmeros discos de ouro e troféus à época. Apresentou-se nos principais palcos do país e participou de programas de televisão como o Programa Sílvio Santos e Jovem Guarda.
Outros sucessos incluem A Namorada que Sonhei, Amor... Amor... Amor... , Felicidade, Espere um pouquinho mais e Amigo não.
Atualmente continua se apresentando no Brasil e, principalmente, no exterior.[carece de fontes?]

## Discografia
- 1964 - Nilton César I (Continental)
- 1965 - Nilton César II (Continental)
- 1965 - Com Alma e Coração (Continental)
- 1966 - A Volta do Professor (Continental)
- 1968 - Dois Num Só Coração (RCA Victor)
- 1969 - Nilton César III (RCA Victor)
- 1970 - Nilton César IV (RCA Victor)
- 1971 - Nilton César V (RCA Victor)
- 1973 - Amor... Amor... Amor... (RCA Victor)
- 1974 - Nilton Cesár VI (RCA Victor)
- 1977 - Por Esse Amor Que Tu Me Dás (RCA Victor)
- 1979 - Meu Doce Bem (RCA Victor)
- 1981 - Palavras de Amor (RCA Vik)
- 1982 - Sensações (RCA Vik)
- 1984 - Nilton César VII (RCA Vik)
- 1987 - Só Por Essa Noite (Copacabana)
- 1990 - Nilton César VIII (Copacabana)
- 1993 - Nilton César IX (RGE)
- 1995 - Nilton César X (RGE)
- 2003 - O Homem Também Chora (Intercard Record)
- 2004 - No Limite da Paixão (Intercard Record)

## Ligação externa
- letras.com.br